# 埃斯特萬馬丁內斯中尉鎮
24°4′48″S 59°48′7″W / 24.08000°S 59.80194°W
埃斯特萬馬丁內斯中尉鎮（西班牙語：Teniente Esteban Martínez），是巴拉圭的城鎮，位於該國中西部，由阿耶斯總統省負責管轄，距離亞松森295公里，始建於2006年9月12日，面積8,142平方公里，海拔高度123米，人口2,500，人口密度每平方公里0.3人。